# Leskovec nad Moravicí
Leskovec nad Moravicí là một làng thuộc huyện Bruntál, vùng Moravskoslezský, Cộng hòa Séc.